# Jardín de peonías de Tsukuba
El Jardín de peonías de Tsukuba en japonés: つくば牡丹園 Tsukuba Botan-en, es un jardín botánico especializado en peonías en Tsukuba, Japón. 
Este jardín botánico privado está administrado por la "Corporación Producción agrícola Ltd. Kukizaki Tourist Farm."（茎崎観光農園）

## Localización
Tsukuba Botan-en (つくば牡丹園), Wakaguri 500 Tsukuba-shi, Ibaraki-ken T300-1248 Honshū-jima Japón.
Planos y vistas satelitales.36°00′59.8″N 140°05′50.8″E / 36.016611, 140.097444
El jardín es visitable por el público en general, de 9:00 a 17:00, de martes a domingos cerrando los lunes. Se paga una tarifa de entrada. 
Entrada de primavera: de mediados de abril hasta mediados de junio 09:00-17:00 (entradas hasta las 16:30)   
Entrada de invierno: 16:00 en invierno (enero-febrero) 10:00 - (entradas hasta las 15:30)
Cerrado en marzo y de julio hasta diciembre. 

## Historia
Se estableció en abril de 1989 como "Tsukuba Botan'en" y es un jardín botánico privado. 

## Colecciones
El jardín alberga unos 550 cultivares de peonías de las zonas templadas, de todo el mundo.
Sus colecciones de plantas hacen un énfasis particular en las peonías, pero no solamente en estas, pues además alberga:
Las colecciones al aire libre del jardín se organizan en las siguientes áreas: 
- Colección de Rhododendron
- Colección de Azaleas
- Colección de Hydrangeas
- Colección de Iris ensata,
- Colección de Kalmia occidental.
- Estanque con plantas acuáticas

El jardín también contiene sus lugares para comer, la venta de productos de recuerdo para turistas, la venta de productos agrícolas e instalaciones turísticas. 

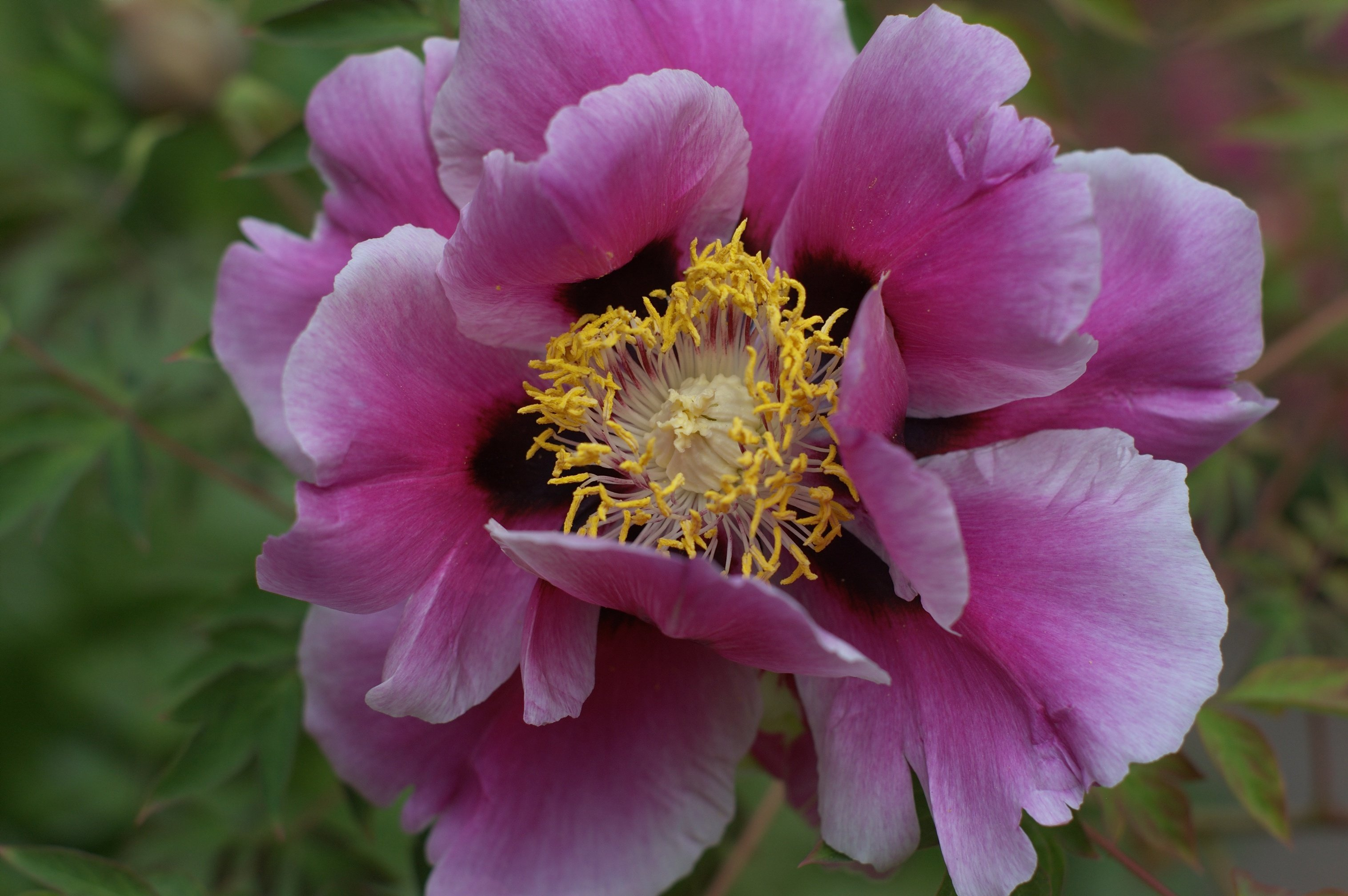
Peonía híbrida del grupo Gansu.
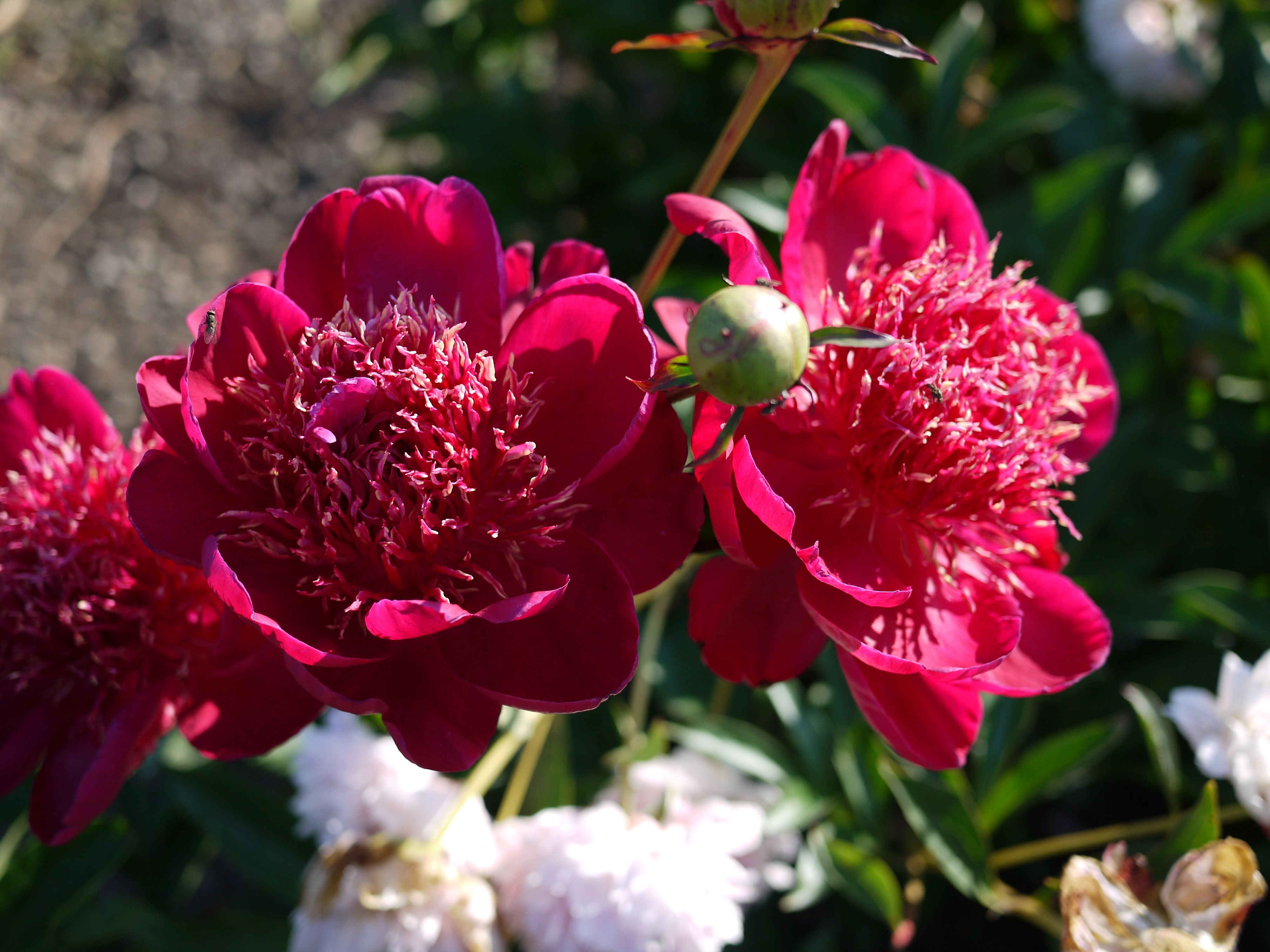
Paeonia 'Red Emperor'.
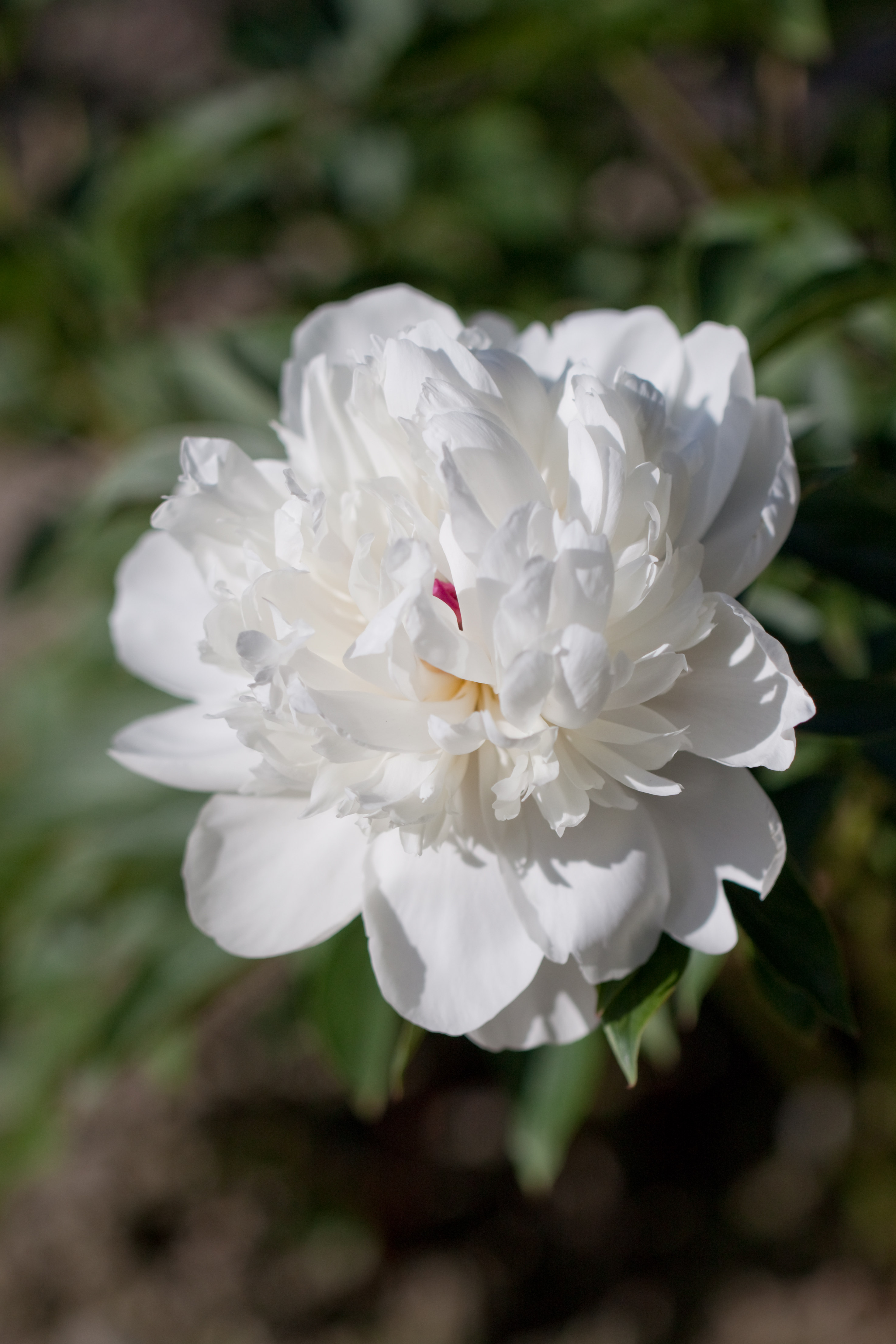
Paeonia 'Shou Tou Kou'.
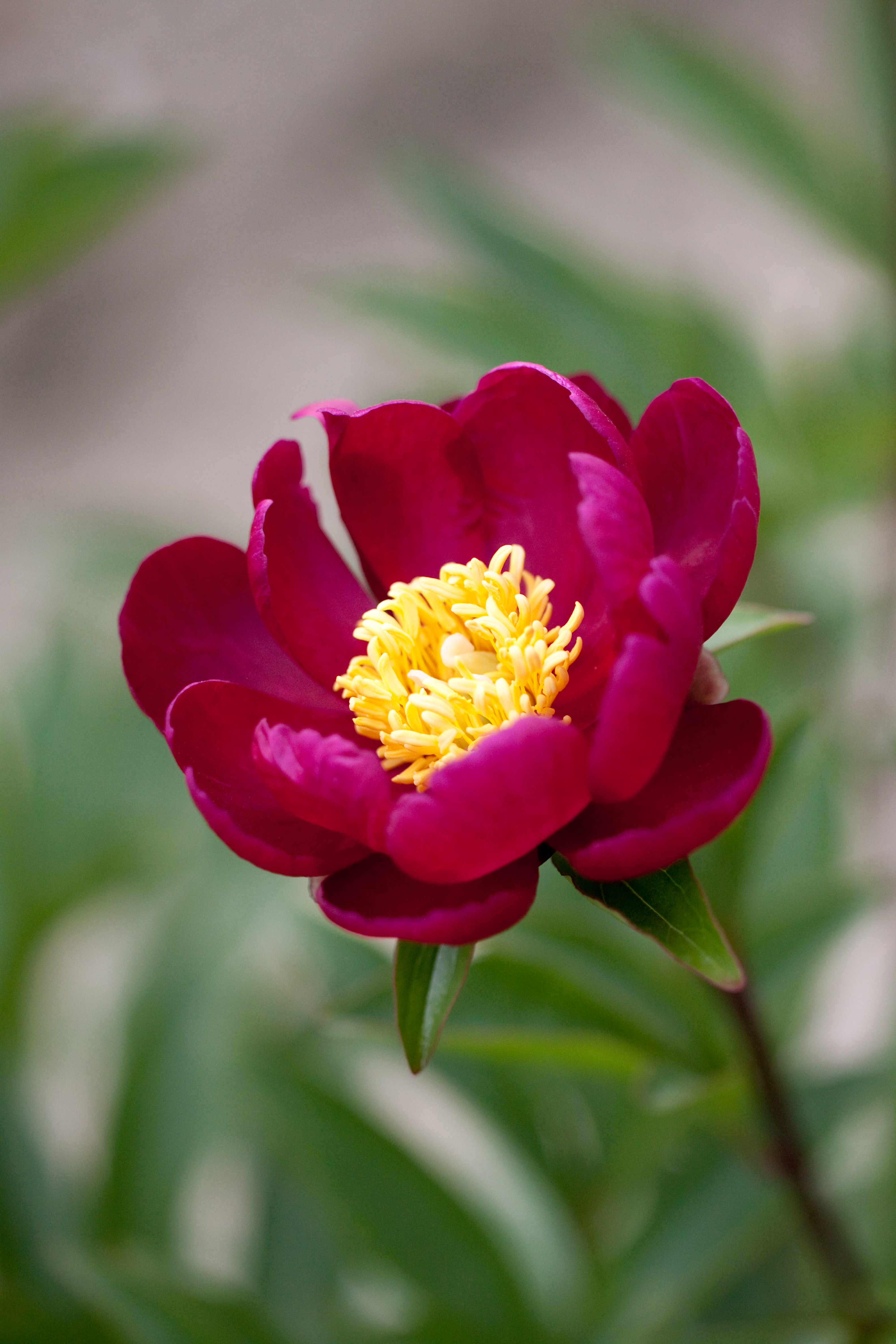
Paeonia 'Enshikou'.